# Epalinges
Epalinges, även skrivet Épalinges, är en ort och kommun i distriktet Lausanne i kantonen Vaud, Schweiz. Kommunen har 9 919 invånare (2023).
Kommunen omges på tre sidor av Lausanne, vars bebyggelse hänger ihop med Épalinges.
Épalinges har anor från sent 1100-tal och låg som en glänta i de större skogsområdena runt Lausanne, men dessa blev efter hand skövlade för att ge näring åt folks utkomster. Kyrkan från 1662 ligger ett par kilometer utanför byn.
Orten har strategiska anläggningar för biokemi och cancerforskning, bl.a. Centre Ludwig de l'Université de Lausanne pour la recherche sur le cancer, som till 2010 tillhörde Ludwiginstitutet för cancerforskning men därefter integrerades i universitetet i Lausanne, och tidigare ISREC, Institut suisse de recherche expérimentale sur le cancer, som sedan 2008 ingår i EPFL.
Ikea-grundaren Ingvar Kamprad var länge bosatt i Épalinges.

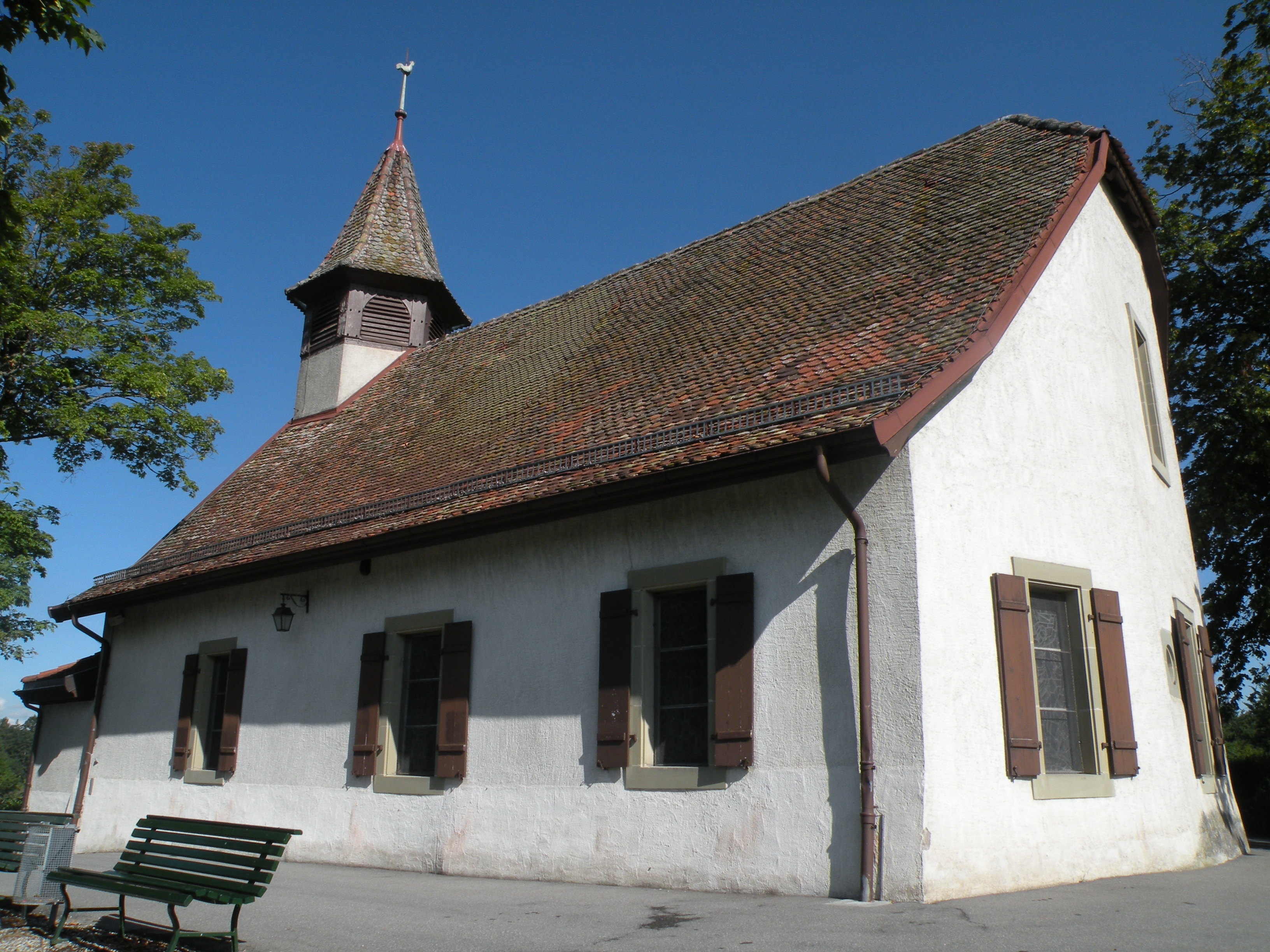
1600-talskyrkan i Épalinges.